# Agricoltura in Thailandia

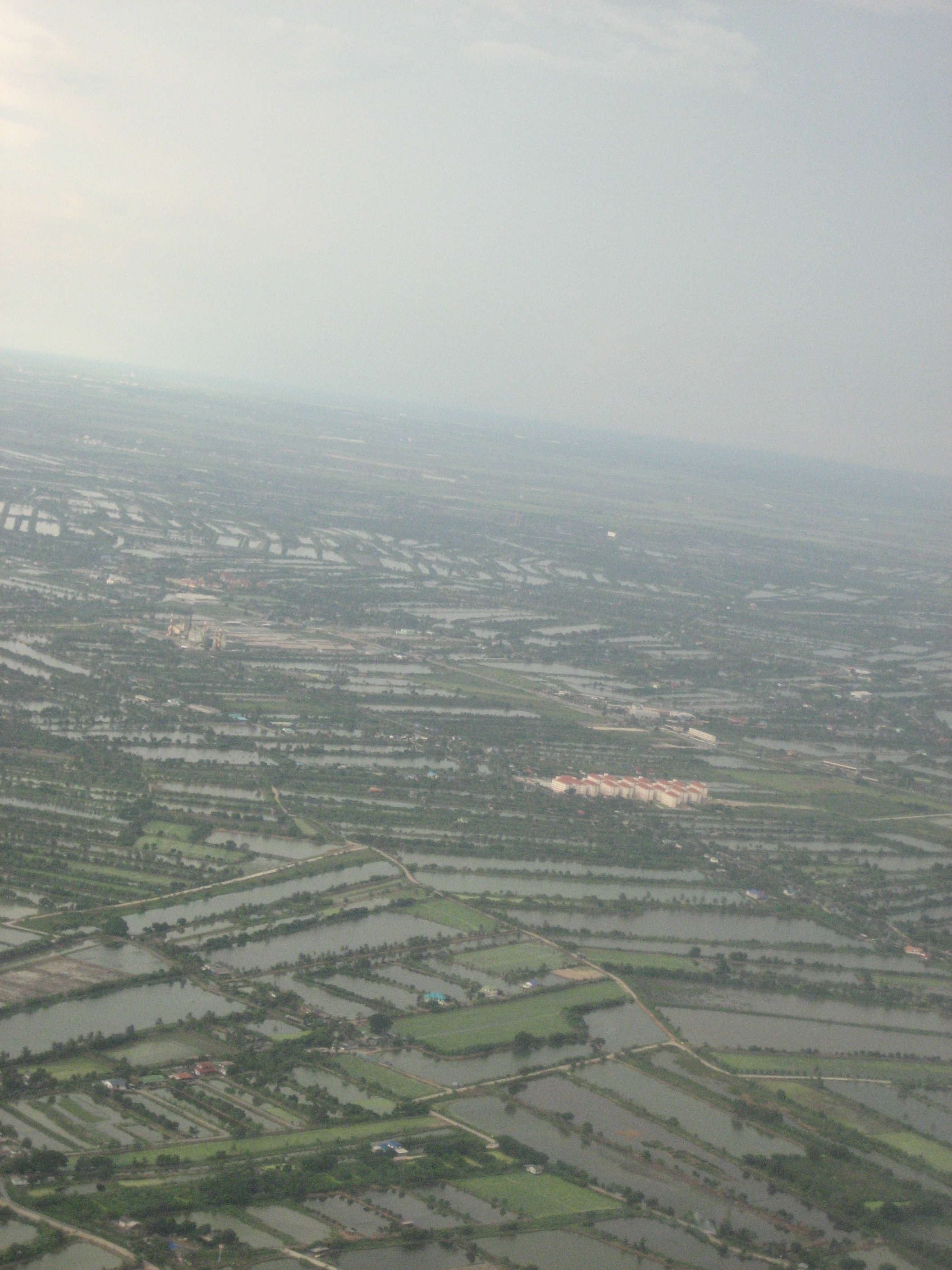
Agricoltura nelle aree rurali di Bangkok.

L'agricoltura in Thailandia è un'attività molto competitiva, differenziata e specializzata, con esportazioni di grande successo e a livello internazionale. Il Paese è uno dei maggiori esportatori su scala mondiale, soprattutto di riso, prodotto tipico, ed anche in significative quantità di: pesce e i suoi derivati, tapioca, gomma, grano e zucchero. Inoltre, sono in aumento le esportazioni di alimenti sottoposti a lavorazione industriale come il tonno inscatolato, gli ananas ed i gamberi congelati, in particolare del gambero gigante indopacifico. Altro prodotto tipico Thailandese, meno conosciuto del riso, è la varietà di caffè Black Ivory, di cui il paese è luogo d'origine.

## Storia
La storia dell'agricoltura thailandese è stata ricostruita grazie ad analisi storiche, scientifiche e sociali dimostrando che la Thailandia ha avuto e ha tuttora un approccio unico e originale verso i moderni metodi applicati all'agricoltura.
A seguito della rivoluzione neolitica, la società thailandese, così come la maggior parte dei popoli, si è evoluta dalla vita nomade di caccia e raccolta, alla fase agricola, alla vita sedentaria, agli imperi stato-religiosi. Il particolare approccio della Thailandia all'agricoltura, rispetto alla maggior parte delle altre tecniche agricole mondiali, è dovuto all'arrivo dei popoli tai nel territorio.
Sin dal I secolo d.C. la cultura del riso glutinoso irriguo del popolo Tai ha permesso il sorgere di strutture amministrative rigorose nel nucleo di una società pragmatica. Il risultato fu una regolare produzione e conseguente commercializzazione di un'eccedenza alimentare. Oggi, è grazie a questi sistemi di coltura del riso che l'agricoltura thailandese ha contribuito al benessere e alla sicurezza dell'intera nazione.
Il recente sviluppo del settore agricolo ha prodotto una drastica riduzione del tasso di disoccupazione da oltre il 60% del 1960, a meno del 10% nei primi anni 2000. Nello stesso periodo i prezzi degli alimentari si sono dimezzati, la povertà assoluta è diminuita e la malnutrizione dei bambini è calata sensibilmente. Questi risultati sono stati ottenuti grazie alla forte presenza statale nell'assicurare investimenti nel settore, alla creazione e alla possibilità di accesso al credito e grazie a riuscite iniziative private nel settore agricolo. Ciò ha sostenuto la transizione della Thailandia verso un'economia industrializzata.
Grazie alla concessione di nuove terre ai lavoratori disoccupati, l'agricoltura thailandese ebbe tra il 1960 ed il 1970 una forte espansione. Fra il 1962 e il 1983, il settore agricolo crebbe con un tasso medio del 4,1% all'anno e nel 1980 impiegava più del 70% della popolazione attiva.  Il governo comprese che gli sviluppi nel settore dell'agricoltura erano necessari e propedeutici all'industrializzazione della nazione, mantenendo pertanto esportazioni fortemente tassate, da un lato, per contenere i prezzi interni bassi, dall'altro alzando la disponibilità economica per gli investimenti in altre aree dell'economia. Mentre i settori industriali e dei servizi si sviluppavano, i lavoratori migrarono verso queste attività, costringendo il reparto agricolo ad una riduzione della manodopera. Vennero concesse agevolazioni legislative forzando le banche a fornire l'adeguato credito al settore agricolo, attraverso l'intermediazione della Banca per l'Agricoltura e le Cooperative Agricole (BAAC). Lo stato ha inoltre investito anche nell'educazione, nell'irrigazione e nelle strade rurali. Grazie a tale pianificazione l'agricoltura ha continuato di crescere, tra il 1983 e il 2007 al ritmo del 2,2 %, anche se attraverso la disponibilità di metà dei lavoratori rurali degli anni 80.
Mentre l'agricoltura riduceva il suo peso, sia in termini di contributo economico, che di forza lavoro, l'industrializzazione in aumento e l'americanizzazione della Thailandia a partire dagli anni sessanta, ha contribuito all'incremento dell'occupazione e all'autosufficienza, all'appoggio sociale rurale e alla custodia culturale. La globalizzazione ha continuato a modificare e a plasmare un'agricoltura, ormai dipendente dall'industria alimentare, che di fatto ha costretto gli agricoltori proprietari di piccole fattorie ad una drastica riduzione dei valori umani e ambientali tradizionali.

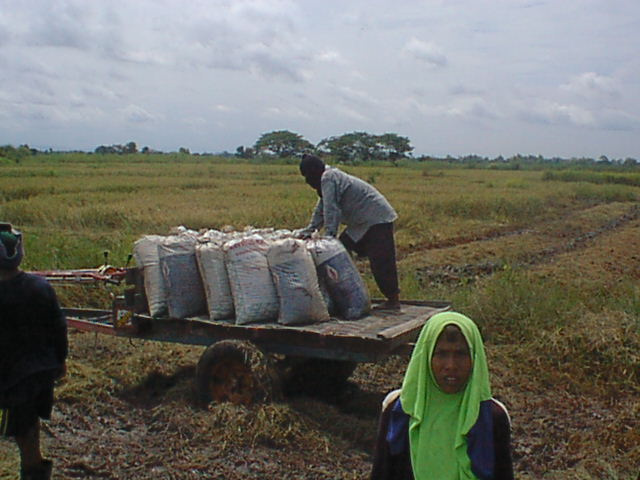
Caricando il riso a Ban Sam Ruen

Il settore agroindustriale industriale, sia privato che statale, si è espanso dagli anni 1960 ponendo l'agricoltura di sussistenza a margine del processo economico e di conseguenza gli agricoltori, hanno iniziato ad essere visti come una reliquia passata. Comunque, sistemi integrati di produzione intensiva di agricoltura di sussistenza hanno continuato a offrire capacità professionali, non solo finanziarie, ma anche sociali. In questo modo l'agricoltura di sussistenza viene considerata importante sia da un punto di vista sociale che finanziario, veicolo di valori ambientali e culturali. Nel 2004 gli agricoltori professionali in Thailandia erano il 19,5%.
L'agricoltura thailandese si distingue per caratteristiche uniche, tra le quali le tecnologie di irrigazione utilizzate nell'arco di un millennio. Inoltre le sue strutture amministrative sono nate in corrispondenza al controllo e alla regolamentazione delle acque agricole. L'agricoltura thailandese dispone di ulteriori margini di maggiore produttività, grazie alle tecnologie conosciute. È il primo esportatore di carne di pollo della regione asiatica e di parecchie altre merci, producendo quattro volte il cibo necessario a sfamare la sua popolazione. La Thailandia inoltre cerca di accrescere la sua esportazione di bestiame.
È improbabile che la Thailandia si industrializzi rapidamente; per il prossimo futuro il paese rimarrà uno dei paesi agricoli principali del mondo sia in termini sociali, che ambientali ed economici.
Secondo un'indagine degli anni 2010 del Ministero thailandese dell'Agricoltura e delle Cooperative, il 46,5% del territorio nazionale è usato per l'agricoltura. L'8,8% del terreno agricolo è destinato all'orticoltura e le terre riservate alla frutta destinata al commercio sono state stimate in 1,6 milioni di ettari. I raccolti principali sono quelli di mango (20,5%), longan (10,4%), durian (5,8%), mangostano (4,1%), longkong (3,7%), rambutan (3%), lychee (1,3%) e mandarino tangerino (0,9%).

## Effetti del cambiamento climatico sull'agricoltura thailandese
La Thailandia è uno dei paesi più affidabili nella produzione agricola. È riuscito a rimanere competitivo grazie alla disponibilità di grandi estensioni pianeggianti e alle favorevoli condizioni climatiche, La sola agricoltura, contribuisce ogni anno al PIL della nazione, per circa 1,26 miliardi di baht. Comunque a causa dei grossi cambiamenti climatici mondiali e all' innalzamento delle temperature, la Thailandia ha avuto molti problemi a sostenere diverse produzioni agricole.
Secondo il dipartimento dei disastri ambientali, la Thailandia ha subito un duro colpo nel 2011 a causa di una serie di inondazioni. Circa 4 milioni di fattorie che coltivavano principalmente riso vennero pesantemente danneggiate, vennero persi circa 100 000 stagni, in cui si allevavano pesci e gamberi, e almeno 110 500 capi di bestiame. Il danno subito dal settore fu così drastico, che al momento la Thailandia non fu più considerata la 1ª nazione agricola mondiale.

### L'aumento della temperatura globale
Si stima che la temperatura globale del pianeta continuerà ad aumentare con un tasso costante anche in Thailandia fra un range di 1,2-2 gradi Celsius. Nel centro della Thailandia sono previste nel corso degli anni una diminuzione delle piogge ma in aumento nel nord e nelle parti nordorientali, con una media nei prossimi cinque anni di circa 1 400 mm. Gli agricoltori thailandesi sono stati informati dell'effetto che il mutamento di clima avrà in futuro sui loro prodotti. Per esempio: nel nord, troppa pioggia potrà danneggiare la radice della pianta di manioca, mentre al centro, la diminuzione potrebbe danneggiare la produzione dello zucchero di canna e del riso. I cambiamenti climatici potrebbero condurre a una riduzione nella qualità del bestiame, modificando il sistema immunitario delle mandrie, di conseguenza riducendone il tasso di sopravvivenza.

### Adattamento significa opportunità
La Thailandia ha dato prova di grande capacità di adattamento. Da quando si è compreso che il pianeta terra era soggetto ad un costante incremento delle temperature, sono stati creati gruppi innovativi che hanno prodotto nuove politiche di sostentamento per gli agricoltori della nazione, come la Strategia Nazionale per la direzione del mutamento del clima e il Piano d'Alleviamento del Mutamento del clima per l'Agricoltura. Questi gruppi e politiche hanno creato il Centro di Conoscenza e Informazione sul Cambiamento Climatico che raccoglie la conoscenza, l'informazione e le ricerche fatte in materia, e la Gestione delle risorse delle acque nel Settore dell'Agricoltura, gruppo che sviluppa progetti per una gestione sostenibile del consumo idrico e fornisce una regolamentazione sulla qualità dell'acqua in molte regioni, infine il gruppo per la Gestione dei Disastri Naturali , una commissione in grado di predire calamità naturali in arrivo, fornendo la logistica e il conforto necessario alle popolazioni colpite dal disastro naturale.